# Монолог (фильм, 1972)
«Монолог» — советский художественный полнометражный цветной фильм, снятый Ильёй Авербахом на киностудии «Ленфильм» в 1972 году. В этой картине Михаил Глузский сыграл одну из лучших своих ролей.

## Сюжет
Учёный-биолог, директор НИИ оставляет свой пост, чтобы заняться чистой наукой — главным делом своей жизни — вместе с таким же одержимым молодым учёным Котиковым. Но жена от него ушла, через много лет вдруг объявилась уже взрослая дочь, оказавшаяся пустой и недалёкой мещанкой, которую он безропотно и с любовью принял, сознавая все её недостатки. Отрадой его жизни стала внучка Нина — искренняя, чистая и порывистая девочка, все радости и печали которой дед, как она его называет, переживает острее, чем собственные.

## Оценки
Роль академика Сретенского в щемяще-грустном и трогательном фильме Ильи Авербаха, по оценкам критики ещё в советские времена, стала одним из лучших, наиболее запоминающихся образов Михаила Глузского в кинематографе. Устами актёра пожилой высокоостепенённый учёный, сделавший блестящую научную карьеру, с пронзительно исповедальной интонацией рассказывает о скрытой от друзей и коллег драме одинокой жизни, в осеннем сквере встречает призрак своей несостоявшейся юношеской любви, а наяву переживает непростые, отягощённые бытовыми неурядицами отношения с непутёвой дочерью и зятем, а также с обретающей первый романтический опыт внучкой. Стандартная фраза «фильм о смысле жизни», отмечалось в советской периодике, как нельзя более применима к этой картине.

## В ролях
- Михаил Глузский — академик Никодим Васильевич Сретенский
- Маргарита Терехова — Тася, дочь Сретенского
- Марина Неёлова — Нина, внучка Сретенского
- Станислав Любшин — Константин Николаевич Котиков («Самсон»)
- Евгения Ханаева — Эльза Ивановна (озвучивает Ирина Губанова)
- Леонид Галлис — Говорнин, куратор
- Валерий Матвеев — Дима, одноклассник Нины
- Эрнст Романов — Вадик, муж Таси
- Вера Кавалерова — гостья на дне рождения Нины
- Леонид Неведомский — Олег

## Съёмочная группа
- Автор сценария: Евгений Габрилович
- Режиссёр: Илья Авербах
- Оператор: Дмитрий Месхиев
- Художник: Марина Азизян
- Композитор: Олег Каравайчук
- Вокал: Алла Пугачёва (исполняет песню «Te Ador» на португальском языке из репертуара Джоан Баэз)
- Звукорежиссёр: Эдуард Ванунц

## Награды
Почётный диплом на I МКФ в Джорджтауне, Гайана (1976).
Номинировался на Золотую пальмовую ветвь на Каннском кинофестивале 1973 года.